# La Besseyre-Saint-Mary

La Besseyre-Saint-Mary este o comună în departamentul Haute-Loire, Franța. În 2009 avea o populație de 138 de locuitori.